# Mimeresia moorelsi
Mimeresia moorelsi är en fjärilsart som beskrevs av Aurivillius 1901. Mimeresia moorelsi ingår i släktet Mimeresia och familjen juvelvingar. Inga underarter finns listade i Catalogue of Life.